# 張誠 (永樂進士)
張誠（?—?），福建建宁縣人，明朝政治人物、進士出身。

## 生平
永樂九年，登進士，擔任监察御史。